# Pharaphellus pacificus
Pharaphellus pacificus is een keversoort uit de familie lieveheersbeestjes (Coccinellidae). De wetenschappelijke naam van de soort is voor het eerst geldig gepubliceerd in 1981 door Chazeau.